# Бронетанковые войска ЮАР
Бронетанковые войска ЮАР (англ. South African Army Armour Formation) — род войск в сухопутных войсках Южно-Африканской Республики. 
Бронетанковые войска обеспечивает бронетанковый потенциал сухопутных войск ЮАР. Формирование появилось в результате реструктуризации. Подразделения Южноафриканского бронетанкового корпуса (South African Armour Corps), ранее находившиеся под командованием различных бригад и других формирований, были объединены в одно формирование. Вся бронетехника приписана к бронетанковому формированию СВ ЮАР под командованием командующего генерала.

## История
Южная Африка использовала бронированные машины ещё в 1915 году во время вторжения в тогдашнюю германскую Юго-Западную Африку (ныне Намибия).
После окончания Первой мировой войны один лёгкий танк Medium Mark A Whippet был приобретен для Сил обороны Южно-Африканского Союза и был задействован во время восстания рандов в 1922 году. Сейчас этот танк выставлен в армейском колледже на военной базе Таба Тшване.
Формирование бронетанкового корпуса было предложено в 1924 году. Бронеавтомобильная секция была сформирована в следующем году, когда из Великобритании были импортированы два бронеавтомобиля Crossley с пулемётами Vickers и два средних танка.
Во время тяжёлой экономической депрессии 1933 года 1 мая 1933 года правительство создало Батальон специальной службы в качестве проекта по расширению возможностей трудоустройства и социального подъема. Символом этого подразделения сначала был спрингбок, а в июле 1934 года его заменили на национальный цветок — протею, который используется до сих пор.
В начале Второй мировой войны SSB был преобразован в бронеавтомобильный полк, а затем в танковый полк. В апреле 1943 года SSB был развёрнут в Северной Африке и использовал чёрный берет с серебряными протеями в качестве значка и флягу с оранжевым, белым и синим цветами.
Когда в 1946 году был официально провозглашён Южноафриканский бронетанковый корпус (South African Army Armoured Corps) и SSB был включён в состав корпуса в качестве единственного штатного подразделения, были сохранены его символика и цвета.
24 января 2014 года командующий бронетанковыми войсками СВ ЮАР бригадный генерал Крис Гилденхайс передал командование бригадному генералу Андре Ретифу на параде на военной базе Темпе в Блумфонтейне.
Бронетанковые войска СВ ЮАР отметили свое 70-летие в октябре 2016 года в Блумфонтейне четвёртым симпозиумом бронетехники и благодарственной службой.

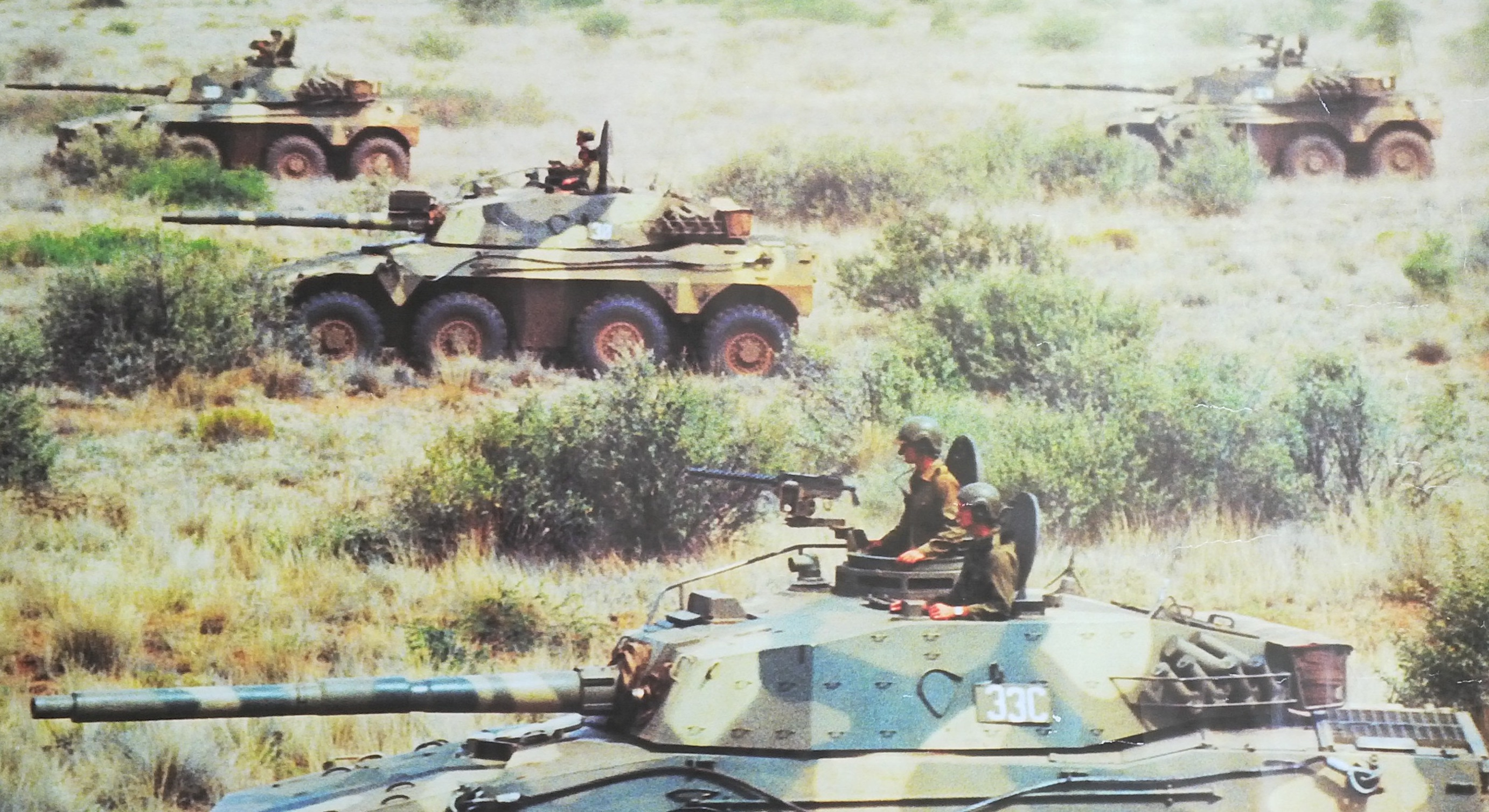
БРМ Ройкат.
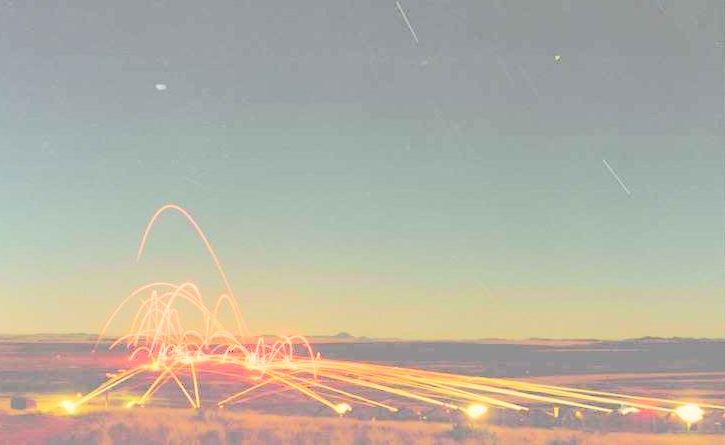
Танк Олифант Марк 2 на полигоне де Бруг.
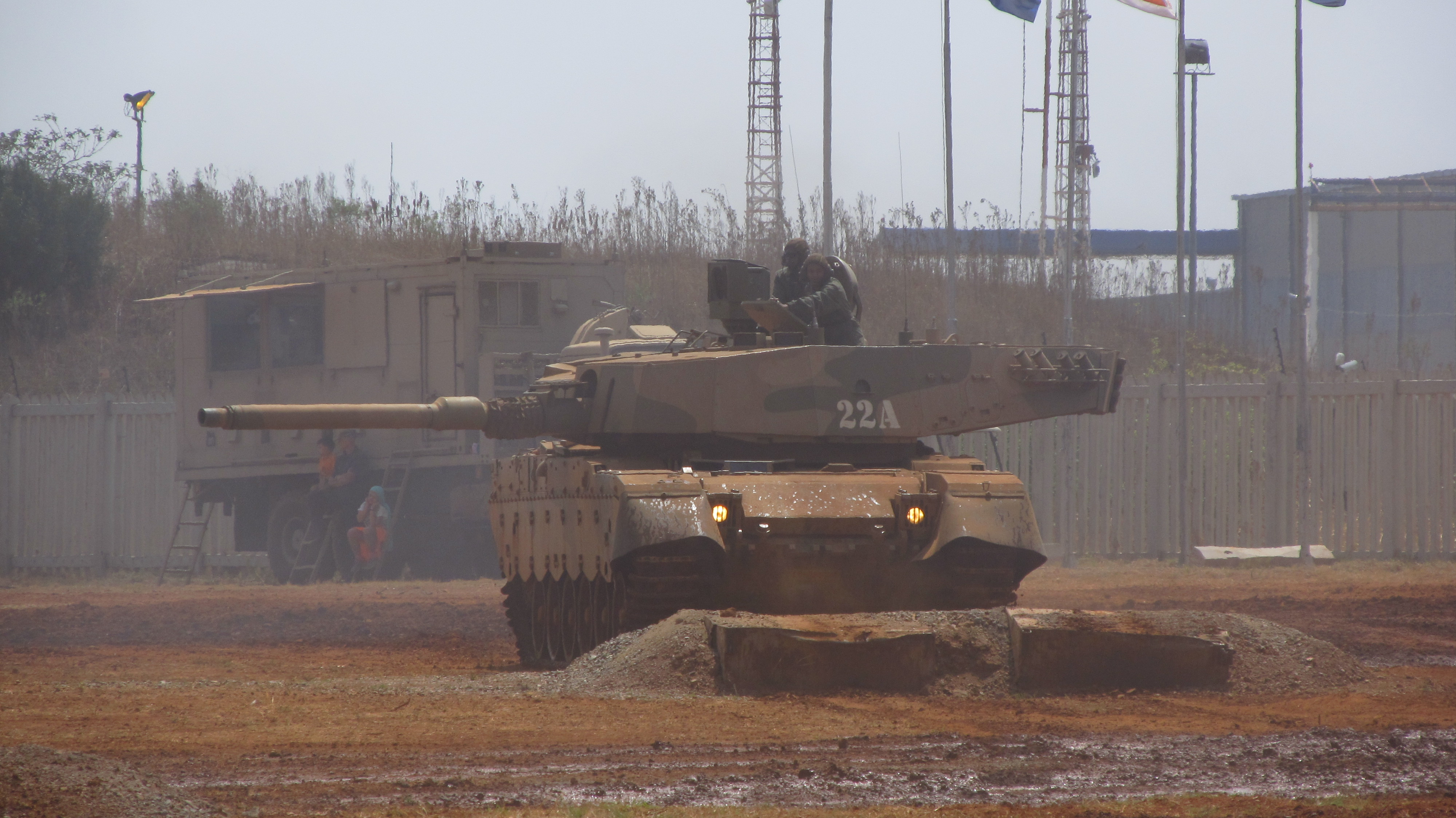
Olifant Mk2 в 2014 году.

## Эмблема

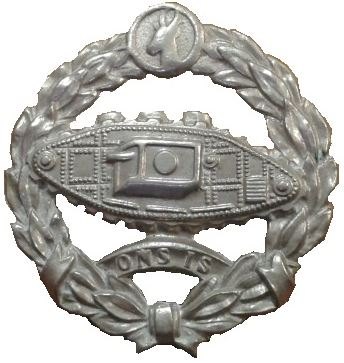
Значок на фуражке бронетанкового корпуса времён Второй мировой войны
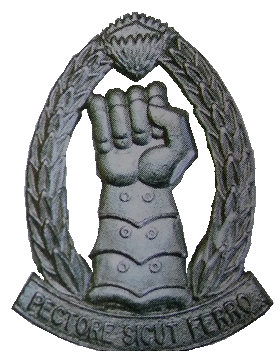
Значок на берете бронетанковых войск SANDF около 1996 года вперед

## Обучение
Обучение военнослужащих осуществляется в Бронетанковой школе.

## Подразделения

### Регулярная армия
|  | Формирование                      | Дислокация  | Вооружение                       |
|  | --------------------------------- | ----------- | -------------------------------- |
|  | 1-й южноафриканский танковый полк | Блумфонтейн | ОБТ Олифант Mk1B или Олифант Mk2 |
|  | 1-й батальон специальной службы   | Блумфонтейн | БРМ Ройкат и СПТРК Ратель ZT-3   |

### Резерв
|  | Формирование                             | Дислокация  | Вооружение                       |
|  | ---------------------------------------- | ----------- | -------------------------------- |
|  | Преторийский бронетанковый полк          | Претория    | ОБТ Олифант Mk1B или Олифант Mk2 |
|  | Её Величества Нанди коннострелковый полк | Дурбан      | ОБТ Олифант Mk1B или Олифант Mk2 |
|  | Табабосиуский бронетанковый полк         | Блумфонтейн | ОБТ Олифант Mk1B или Олифант Mk2 |
|  | Умвотиский коннострелковый полк          | Пайнтаун    | БРМ Ройкат и СПТРК Ратель ZT-3   |
|  | Блаубергский бронетанковый полк          | Кейптаун    | БРМ Ройкат и СПТРК Ратель ZT-3   |
|  | Йоханнесбургский лёгкий конный полк      | Сандтон     | БРМ Ройкат и СПТРК Ратель ZT-3   |
|  | Молапоский бронетанковый полк            | Почефструм  | БРМ Ройкат и СПТРК Ратель ZT-3   |

## Вооружение
| Вариант               | Производство | Комментарий | Изображение                                                       |
| --------------------- | ------------ | --- | ----------------------------------------------------------------- |
| Олифант Марк 1 А      | ЮАР          | Основной боевой танк, Срок службы: 1985 год, Двигатель: новый 750 л. с. дизельный V12 силовой агрегат, трансмиссия и автоматическая коробка передач, новая система охлаждения, Вооружение: улучшенное управление огнём и расположение хранилищ для боеприпасов, Живучесть: огнетушители, Подвижность: новые гусеничные катки, Разминирование: оба Olifant Mk.1. A и B могут быть оснащены электрогидравлическим бульдозерным отвалом плужного типа или роликовым механическим комплектом для разминирования. Бульдозерный отвал шириной 3,5 м весит 1500 кг | Олифант Марк 1                                                    |
| Олифант Марк 1 Б      | ЮАР          | Основной боевой танк, Срок службы: 1991 год, Двигатель: модернизированный 950-сильный турбодизельный двигатель V12 с воздушным охлаждением обеспечивает увеличенную дальность хода, Вооружение: более мощная 105-мм пушка L7 с тепловой гильзой, добавлен лазерный дальномер, 7,62-мм спаренный пулемёт общего назначения и 7.62-мм зенитный пулемёт, усиление изображения первого поколения, место водителя оборудовано дневным/ночным прицелом, место наводчика оборудовано дневным/ночным прицелом, Выживаемость: опорная плита и носовая часть корпуса обновлены пассивной броней, броня стойки башни, пол с двойной броней, ходовая часть защищена от ракет кумулятивной БЧ новыми бортами, добавлена система впрыска топлива, дымовая завеса может производиться выхлопом двигателя, улучшена система обнаружения и подавления огня, Подвижность: ходовая часть с торсионной балкой, гидравлические амортизаторы на первой и последней паре катков, максимальная скорость движения 58 км/ч и максимальный запас хода на внутреннем топливе 350 км, может преодолевать воду на глубине 1. 5 м, преодолевать уклоны и склоны 60 % и 30 % и вертикальные препятствия высотой до 1 м | Олифант Марк 1 Б                                                  |
| Олифант Марк 2        | ЮАР          | Основной боевой танк, Срок службы: 2007, Двигатель: модернизированный дизельный двигатель Continental мощностью 1 040 л. с. Вооружение: 105-мм пушка L7, перископический стабилизированный дневной/тепловизионный прицел наводчика с лазерным дальномером, модернизированный баллистический компьютер добавлен к системе управления огнем, панорамный прицел командира, система управления огнем с полным решением, огонь на ходу и в дневное и ночное время, готовые снаряды находятся в карусели, установленной в корзине башни, позволяющей вести огонь со скоростью 10 об/мин Выживаемость: модульная композитная броня, наклонная на башне и передней части корпуса, в случае воспламенения боеприпасов, продувочные панели и бронированные двери защищают экипаж | Олифант Марк 2                                                    |
| Олифант БРЭМ          | ЮАР          | Бронированная ремонтно-эвакуационная машина на базе танка Олифант | Бронированная ремонтно-эвакуационная машина на базе танка Олифант |
| Транспортёр Шонгололо | ЮАР          | Shongololo Transporter — седельный тягач MAN для транспортировки танков Олифант. | Седельный тягач MAN для транспортировки танков Олифант            |

### Бронеавтомобили
| Вариант | Производство | Комментарий | Изображение             |
| ------- | ------------ | --- | ----------------------- |
| Ройкат  | ЮАР          | Rooikat Mk 1 76-мм основное орудие, 2 7,62-мм пулемёта, 2 блока 81-мм дымовых гранатомётов, шины с бортовым поворотом, цифровое управление огнём с автоматической передачей данных о дальности, скорости и направлении движения цели, скорости встречного ветра, наклоне орудия. Дальность стрельбы 1000 км, подвеска на прицепных рычагах с внутренним приводом, спиральными пружинами и амортизаторами. Вариант Rooikat Mk 2 со 105-мм орудием | Ройкат с 105-мм орудием |